# Syllogomania

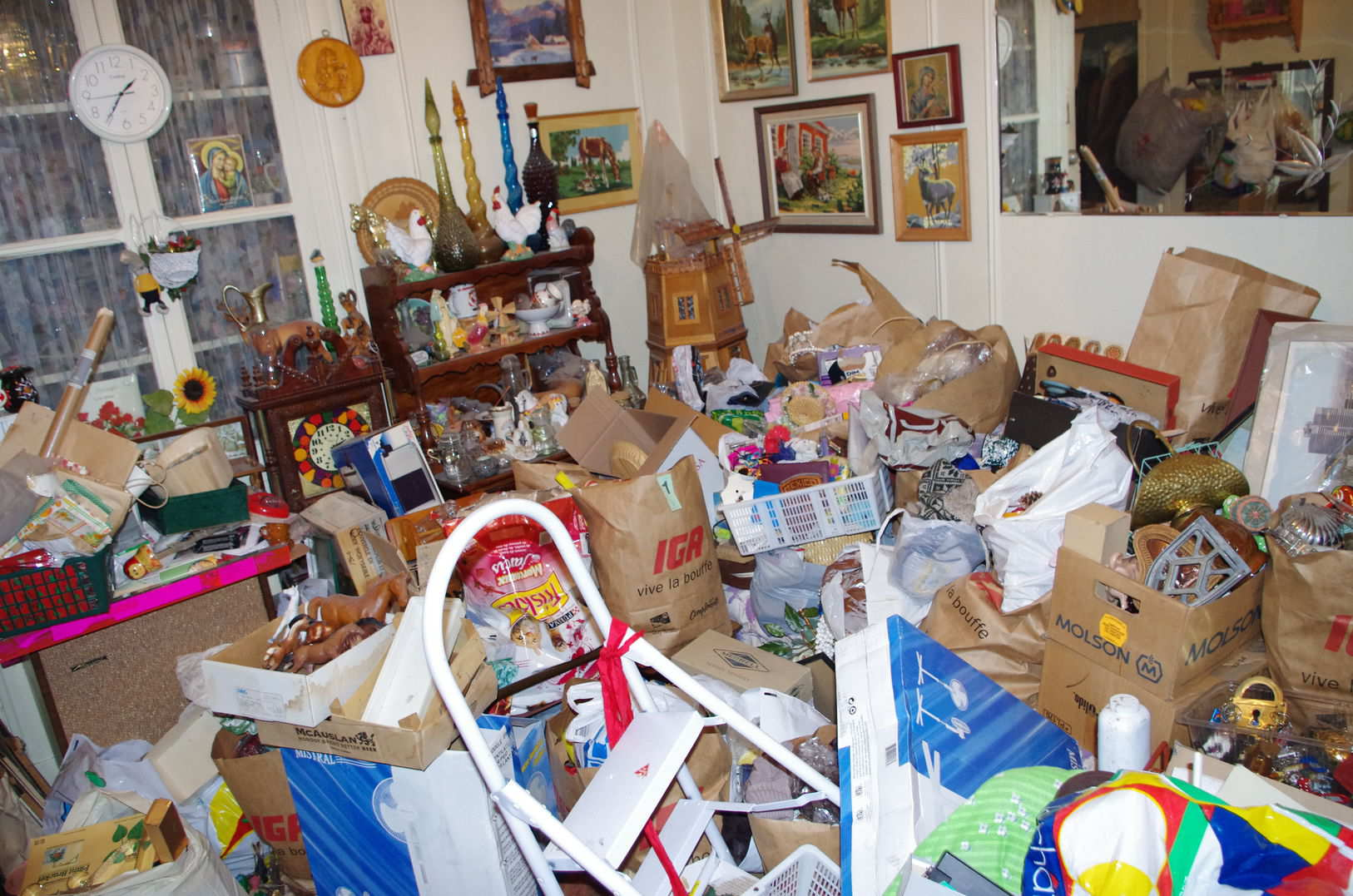
Mieszkanie syllogomana

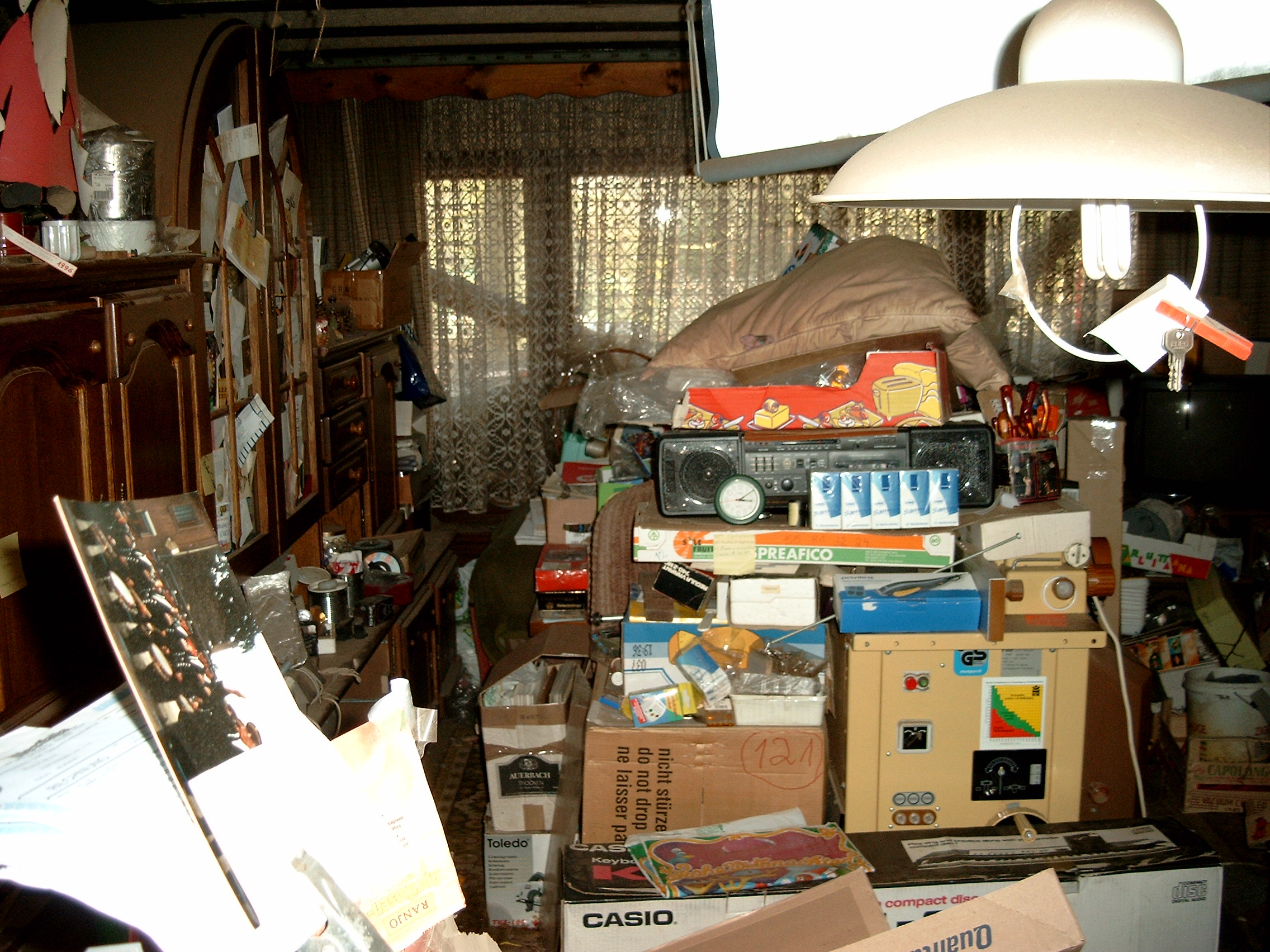
W pokoju syllogomana widoczne wąskie ścieżki pomiędzy sprzętami

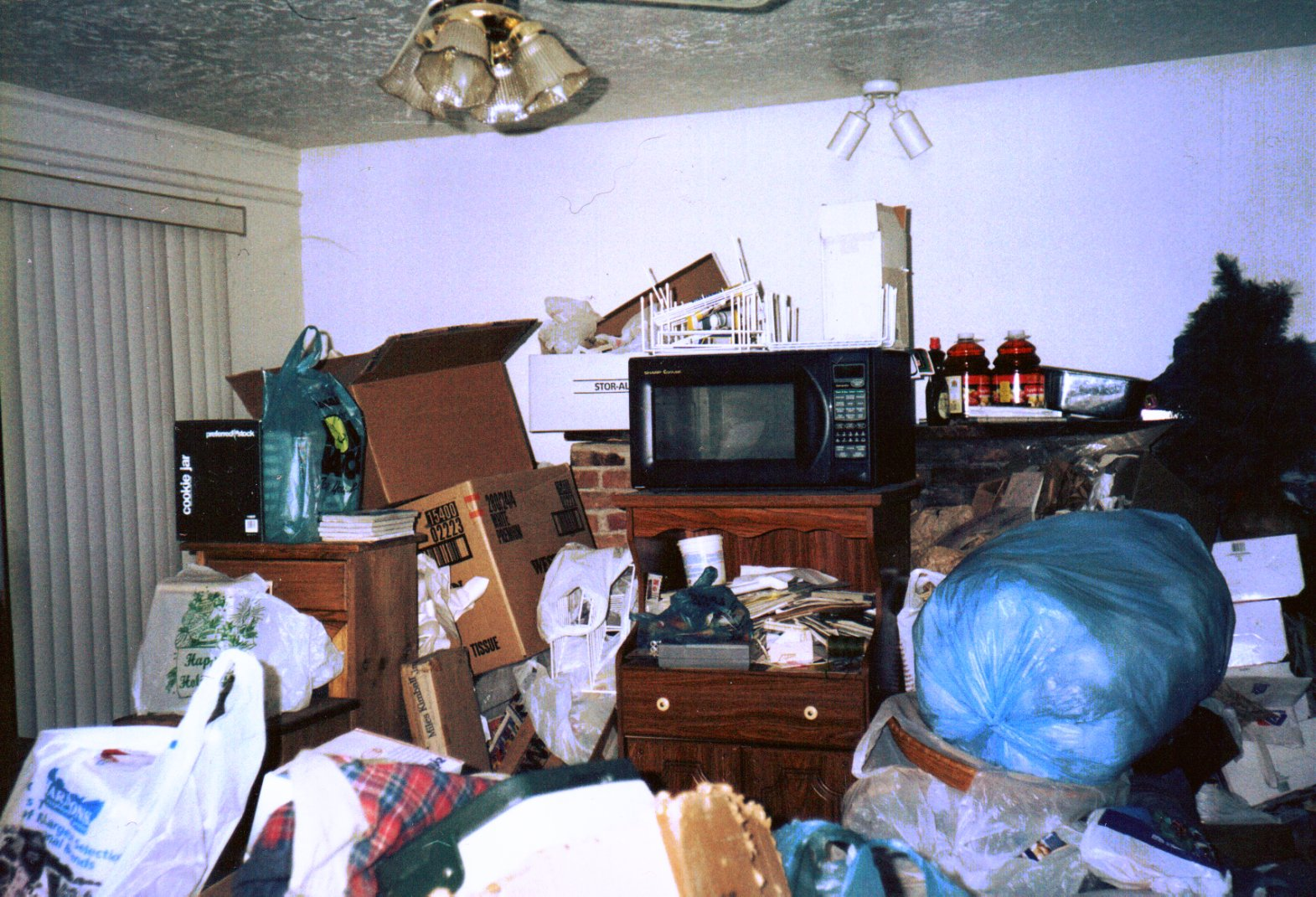
Dostęp do kuchenki mikrofalowej jest praktycznie uniemożliwiony

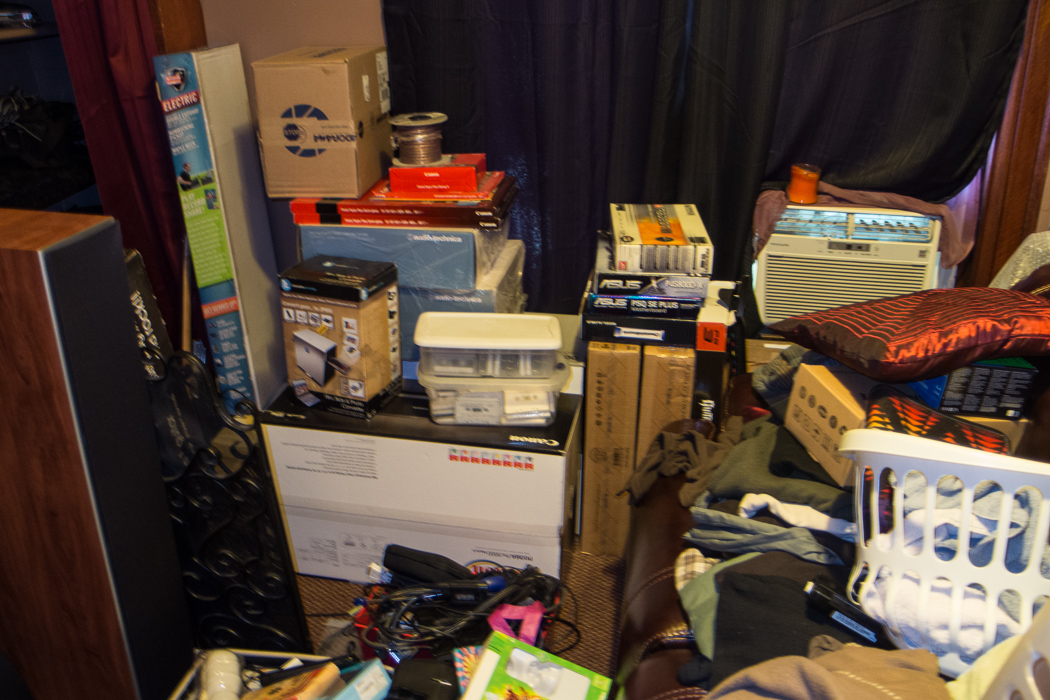
Część sprzętów pozostaje nierozpakowana

Syllogomania (od gr. syllambanein 'zbierać' i mania 'szaleństwo', zespół zbieractwa, patologiczne zbieractwo, ang. compulsive hoarding, w USA pot. messy house syndrome, w lit. niem. Vermüllungssyndrom) – nabywanie lub trudności z pozbywaniem się rzeczy nieużytecznych bądź o małej dla innych osób wartości. Powoduje dezorganizację życia społecznego i zawodowego bądź obniżenie ich poziomu, a także ograniczenie przestrzeni życiowej chorego. W konsekwencji nie może on korzystać z pomieszczeń mieszkalnych zgodnie z ich przeznaczeniem.

## Nazwa i występowanie
Autorką amerykańskiego pojęcia messie była Sandra Feldon, matematyczka, która przez okres 23 lat cierpiała na syllogomanię. Według Feldon w Stanach Zjednoczonych około 33 miliony osób dotyka różnie nasilony syndrom patologicznego zbieractwa (12% populacji kraju). W Europie Zachodniej liczbę tę szacuje się zwykle bardziej oszczędnie – na poziomie kilku procent. Według innych źródeł w USA i Europie osoby dotknięte syllogomanią stanowią 2–6% populacji. W Londynie, w wyniku przeprowadzonych w 2013 badań, ustalono liczbę patologicznych zbieraczy na 1,5% ogółu mieszkańców. 20% Amerykanów ma (z różnych przyczyn) problemy z wyrzucaniem przedmiotów.

## Charakterystyka
Syllogomanię lokuje się w zakresie rodziny zaburzeń obsesyjno-kompulsywnych albo w rozwijającej się grupie nałogów behawioralnych i coraz częściej wyróżniana jest jako oddzielna jednostka chorobowa.
Głównymi wyznacznikami zachowania osoby dotkniętej syllogomanią są:
- nieusuwanie przedmiotów zbędnych bądź uszkodzonych, nienadających się do naprawy, a także niemających praktycznego zastosowania dla danej osoby,
- kupowanie artykułów w ilości niemożliwej do wykorzystania (np. środków czystości),
- kupowanie rzeczy przydatnych, ale ich niewykorzystywanie, a chowanie na potem, na czarną godzinę,
- obawa przed wyrzucaniem przedmiotów, które w przyszłości mogą okazać się ważne,
- gromadzenie w szczególności gazet, ulotek reklamowych czy prospektów firmowych,
- zbieranie na cudze potrzeby w przekonaniu, że dane rzeczy mogą przydać się innym,
- gromadzenie przedmiotów z motywacji społecznej albo ekologicznej (makulatura, puszki, puste butelki dla zbieraczy itp.)[1].

Osoby dotknięte problemem patologicznego zbieractwa mają najczęściej wyolbrzymione poczucie odpowiedzialności, są niezdolne do podejmowania szybkich i konkretnych decyzji, są niepunktualne i nie potrafią planować swojego czasu, a także sztywno trzymają się wyuczonych reakcji i nawyków myślowych. Wielu syllogomanów charakteryzuje się też skłonnością do perfekcjonizmu. Problem dotyka najczęściej osoby pomiędzy 40., a 50. rokiem życia i są to w 80% kobiety. Według części badaczy szczególnie narażone na zaistnienie u nich syndromu są osoby zaniedbywane w dzieciństwie, takie które przeżyły wówczas szczególną utratę i nie miały właściwego oparcia w rodzinie bądź środowisku. Zespół jest u nich uruchamiany w drodze jakiegoś traumatycznego przeżycia w wieku dorosłym (najczęściej jest to śmierć kogoś bliskiego, rozwód, utrata zatrudnienia, powstanie niepełnosprawności, pożar lub powódź). Syllogomania może też wynikać z wczesnych doświadczeń skrajnego ubóstwa materialnego lub emocjonalnego. Zespół dotyka często osoby dobrze wykształcone, ponieważ ich szerokie zainteresowania połączone z wiedzą w zakresie archiwizowania danych stanowią przesłankę do uruchomienia się zachowań patologicznych.
Specyficzną odmianą syllogomanii jest przygarnianie zwierząt, zwłaszcza bezdomnych (głównie psów i kotów), mimo braku warunków mieszkaniowych, wiedzy hodowlanej i środków na ich utrzymanie. Kolekcje zwierząt są często znaczne ilościowo i istotnie przerastają możliwości lokalowe właścicieli.
Według koncepcji psychodynamicznych genezę syllogomanii lokuje się w fazach preedypalnych i wiąże z traumatycznym doświadczeniem utraty ważnego obiektu. Jest to wynik nieprzepracowanej żałoby, lęku separacyjnego i uczucia pustki wewnętrznej. Według paradygmatu behawioralno-poznawczego syllogomania stanowi wynik emocjonalnych reakcji, które są wyuczone i powiązane z błędnymi przekonaniami dotyczącymi rzeczy i ich posiadania. Jest to forma unikania konfrontacji z lękiem przed wyrzucaniem i podejmowaniem decyzji. Z punktu widzenia neurobiologii zbieractwo może być wynikiem odmiennego funkcjonowania (lub uszkodzenia) przedniej części kory mózgowej (jest to obszar odpowiedzialny m.in. za podejmowanie decyzji).

## Korelacja i różnicowanie
Zespół zbieractwa może współistnieć z innymi zaburzeniami psychicznymi. Skrajnie zanieczyszczone mieszkanie może z kolei być przyczyną wystąpienia innych, głównie sanitarnych i urazowych, zagrożeń dla zdrowia. Syllogoman może też utracić dach nad głową w wyniku eksmisji i stać się osobą bezdomną.
Od zaburzeń obsesyjno-kompulsywnych różni syllogomanię poczucie satysfakcji i przyjemności z pozyskiwania nowych przedmiotów – rodzaj nagrody jaką jest zdobycz. W natręctwach zbieractwo ma charakter przymusowy i nieodparty, a zbieracz często wstydzi się swoich zachowań, nie uważa zdobyczy za niezbędne i przydatne w życiu. Od pasjonatów (kolekcjonerów profesjonalnych) syllogomani różnią się natomiast różnorodnością, przypadkowością i chaotycznością swoich zbiorów, które nie są katalogowane, pozyskiwane w oparciu o wiedzę i ograniczone do jakiejś dyscypliny (np. bilety, butelki, kapsle czy znaczki pocztowe). Patologiczny zbieracz nie jest z reguły w stanie ogarnąć bogactwa swojej kolekcji i nie martwi się jej losami do czasu ewentualnego zagrożenia utratą. Różnica między syllogomanem a zakupoholikiem leży natomiast w trudnościach z pozbywaniem się rzeczy, których nie doświadcza zakupoholik, zainteresowany nabywaniem jedynie nowości. Stare przedmioty, głównie ubrania, przestają być dla niego atrakcyjne i nawet chętnie się ich wyzbywa.

## Interwencja
Interwencja w przypadku wystąpienia zespołu polega przede wszystkim na psychoterapii, uczestnictwie w grupach wsparcia, a w niektórych, zwłaszcza nasilonych przypadkach na farmakoterapii (leki przeciwdepresyjne i stymulujące). Osoby dotknięte syllogomanią, oprócz psychiatry i psychologa, wspomagają też ergoterapeuta oraz pracownik socjalny, chyba że chory wymaga hospitalizacji i nie można z nim nawiązać porozumienia. Terapię zaczyna się małymi krokami – od sprzątania pojedynczej półki, potem szafki itd.